# کارلتون کولویل
latitudeکارلتون کولویلSovereign stateکارلتون کولویلlongitudeکارلتون کولویل
کارلتون کولویل (به انگلیسی: Carlton Colville) یک شهرک در بریتانیا است که در انگلستان واقع شده‌است.

## خصوصیات
کارلتون کولویل ۶٬۶۱۲ نفر جمعیت دارد.